# Silla del Moro
A Silla del Moro ("cadeira ou sela do mouro") é a denominação popular desde 1810 de um pequeno castelo medieval na cidade de Granada, no sul de Espanha. Desde o século XVII que o nome oficial é  Castelo de Santa Helena. Trata-se duma fortificação da época nacérida que integrava o sistema defensivo do Generalife e da Alhambra, o complexo palaciano que era a sede do poder nacérida.
Foi construído no século XIII como parte duma muralha defensiva do Generalife, sobre o qual se situava. No século XVII ficou em ruínas e não voltou a ser reconstruído. A sua função principal era o controlo da distribuição de água da acéquia que abastecia os palácios e as hortas circundantes. Segundo alguns autores, no século XIV teve uma mesquita, mas esse facto não é comprovado por quaisquer provas documentais. Situa-se numa das extremidades do Cerro do Sol, com vista sobre o vale do rio Darro e da cidade. Aparentemente estava ligado diretamente com o palácio Dar al-Arusa, na Alhambra, do qual provinha a água que o abastecia, pois em 1929 descobriram-se restos de uma conduta, uma escadaria e uma torre, com fragmentos de abóbadas.
Em 1623 o castelo ainda se encontrava completamente de pé, segundo o relato de Daniel Meisner. No  entanto, no século XVIII já tinha desaparecido parte da torre principal. No século XX sofreu várias intervenções negativas, como a construção de um miradouro em 1942 e um restaurante em 1966-1970, o qual nunca chegou a funcionar. Na década de 1980, o restaurante ruiu parcialmente devido à sua má construção, o que levou o Patronato da Alhambra e Generalife, a entidade gestora do espaço, a demolir o edifícios mais recentes e restaurar o castelo, uma obra que foi terminada em 2010.
Debaixo do castelo existem diversas galerias e túneis cuja datação e finalidade se desconhecem.